# World Painted Blood
World Painted Blood jedanaesti je studijski album američkog thrash metal sastava Slayer. Album su 3. studenog 2009. godine objavile diskografske kuće American Recordings i Sony Music te su producenti albuma bili Greg Fidelman i Rick Rubin. Ovo je jedini album skupine koji je producirao Greg Fidelman. Zbog puno emancipacija zbog albuma sastava Christ Illusion iz 2006. godine, članovi skupine objavljivali su informacije o albumu početkom 2009. godine. Četiri drugačija omota za album su objavljena, svaki se nalazi u jednom kutu originalnog omota, sastavili su ih zajedno te zajedno tvore Zemlju obojanu u crveno. Album se sastoji od 11 pjesama, koje govore o smrti, ratu, serijskim ubojicama i o apokalipski. World Painted Blood je Slayerov posljednji album na kojem je svira prvobitni članovi sastava; bubnjar Dave Lombardo je izbačen iz sastava i gitarist Jeff Hanneman je umro od ciroze jetre 2013. godine.
Tri singla su objavljen s albuma: "Psychopathy Red", "Hate Worldwide", i "World Painted Blood". "Psychopathy Red" je otrkiven internetu godinu dana prije nego što je objavljen te je objavljen kao singl 18. travnja, 2009. godine. Album je pridobio dobre kritike od kritičara. "Hate Worldwide" i "World Painted Blood" su nominirati za nagradu Grammy za najbolju metalnu izvedbu na 53. i 54. dodjeli Grammy nagrada. Album je bio #3 na US Top Hard Rock Albums ljestivici, i #12 na Billboard 200 i #41 na United Kingdom album ljestvici.

## Popis pjesama
| 1.    | »World Painted Blood«             | Jeff Hanneman, Tom Araya | Hanneman | 5:53 |
| 2.    | »Unit 731«                        | Hanneman                 | Hanneman | 2:40 |
| 3.    | »Snuff«                           | Kerry King               | King     | 3:42 |
| 4.    | »Beauty Through Order«            | Araya, Hanneman          | Hanneman | 4:37 |
| 5.    | »Hate Worldwide«                  | King                     | King     | 2:52 |
| 6.    | »Public Display of Dismemberment« | King                     | King     | 2:35 |
| 7.    | »Human Strain«                    | Araya, Hanneman          | Hanneman | 3:09 |
| 8.    | »Americon«                        | King                     | King     | 3:23 |
| 9.    | »Psychopathy Red«                 | Hanneman                 | Hanneman | 2:26 |
| 10.   | »Playing with Dolls«              | Araya, Hanneman, King    | Hanneman | 4:14 |
| 11.   | »Not of This God«                 | King                     | King     | 4:20 |
| 39:51 |                                   |                          |          |      |

## Zasluge
Slayer
- Tom Araya — bas gitara, vokali
- Jeff Hanneman — gitara
- Kerry King — gitara
- Dave Lombardo — bubnjevi

Ostalo osoblje
- Greg Fidelman — produkcija
- Rick Rubin — izvršna produkcija
- Dana Nielsen — inženjer zvuka
- Sara Killion — pomoćnik inženjera zvuka
- Dan Monti – digitalni doprinos